# Борале-Алі
Борале-Алі — стратовулкан у Великій рифтовій долині  Ефіопії.
Сягає висоти 668 м. Складається з  кремнієвих порід. Знаходиться біля вулкана Ерта-Але і залежить від його вулканічної активності. Найраніша активність вулкана почалася в той період, коли дана місцевість перебувала під водою, це видно по морських четвертинних відкладах ґрунтів у районі вулкана. Дуже активна фумарольна активність спостерігається в кратері вулкана, радіус якого становить 300 м. Застиглі кремнієві потоки лав досягають відстані 5 км.